# Hombres de negro (película)

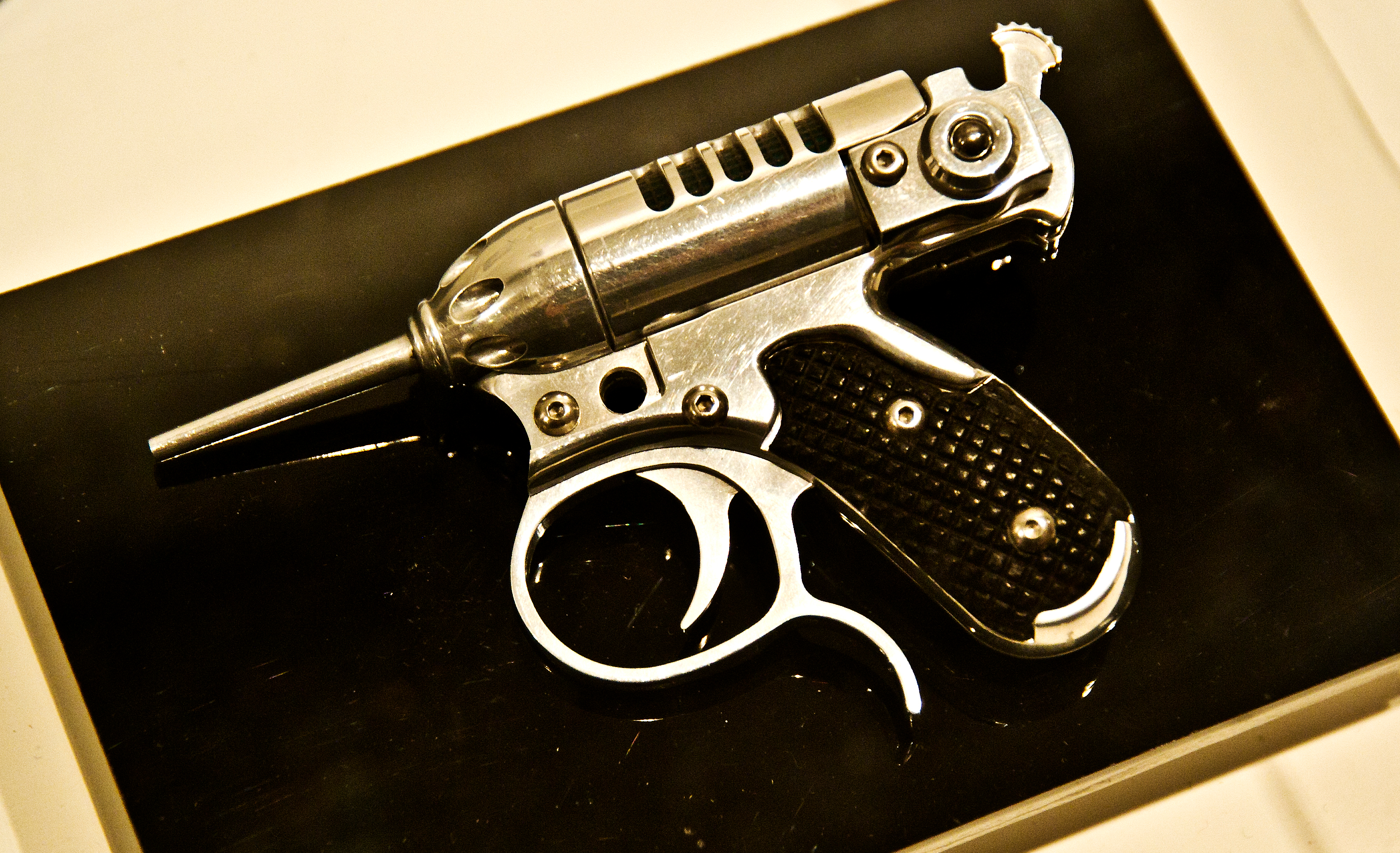
Un Grillo Ruidoso, el arma más característica del agente J.

Hombres de negro (título original en inglés: Men in Black) es una película de ciencia ficción del año 1997 protagonizada por Tommy Lee Jones (Kevin Brown / Agente K) y Will Smith (James Edwards III / Agente J). Narra la historia de una organización secreta que vigila la actividad alienígena en la Tierra.
La película es una adaptación de la historieta homónima de Lowell Cunningham. A su vez, el título hace referencia a los Hombres de negro, unos personajes habituales en las teorías de la conspiración que supuestamente serían los encargados de ocultar a los ciudadanos la presencia de extraterrestres en la Tierra.
En los Premios Óscar de 1997, ganó la estatuilla como Mejor Maquillaje, además de obtener otras dos nominaciones por Mejor banda sonora y Mejor Dirección de Arte.

## Argumento
Después de que una agencia gubernamental hace el primer contacto con extraterrestres en 1961, los refugiados extraterrestres han comenzado a vivir en secreto en la Tierra disfrazándose como humanos, principalmente en el área metropolitana de Nueva York. Los Hombres de Negro son una agencia secreta que vigila a estos extraterrestres, protege a la Tierra de las amenazas intergalácticas y utiliza neuralizadores que borran la memoria para mantener en secreto la actividad extraterrestre. Los agentes de los Hombres de Negro tienen sus identidades anteriores borradas, y los agentes retirados son neuralizados y se les dan nuevas identidades. Después de una operación para arrestar a un criminal alienígena llamado Mikey cerca de la frontera mexicana por los agentes K y D, en donde el agente D decide que es demasiado viejo para su trabajo, lo que lleva al agente K con suma tristeza a neuralizarlo para poder retirarse.
Una noche, el oficial del Departamento de Policía de Nueva York llamado James Darrell Edwards III persigue a un sospechoso sobrenaturalmente rápido y ágil en el Museo Solomon R. Guggenheim. Impresionado, K entrevista a James sobre su encuentro, luego lo neuraliza y le deja una tarjeta de presentación con una dirección. Edwards va a la dirección y se somete a una serie de pruebas, para las cuales encuentra soluciones poco ortodoxas, incluida una deducción racional en una prueba de disparos. Mientras que los otros candidatos, que son de grado militar, son neuralizados, K le ofrece a Edwards un puesto con los Hombres de Negro. Edwards acepta y su identidad y vida civil se borran cuando se convierte en el Agente J.
En el norte del estado de Nueva York, un alienígena aterriza ilegalmente en la Tierra y mata a un granjero llamado Edgar para usar su piel como disfraz. Encargado de encontrar un dispositivo llamado "La Galaxia", el extraterrestre Edgar entra en un restaurante de Nueva York y encuentra a dos extraterrestres (disfrazados de humanos) que se supone que tienen el dispositivo en su poder. Los mata y les quita un recipiente, pero se enoja al encontrar solo diamantes en su interior. Después de enterarse del incidente en una revista sensacionalista, K investiga el aterrizaje forzoso y concluye que la piel de Edgar fue tomada por un "insecto", una especie de extraterrestres agresivos similares a las cucarachas. Él y J se dirigen a una morgue para examinar los cuerpos que mató el insecto. Dentro de un cuerpo (que resulta ser un robot pilotado) descubren a un alienígena arquilliano moribundo, que dice que "para evitar la guerra, la galaxia está en el cinturón de Orión". El alienígena, que usaba el nombre de Rosenberg, era miembro de la familia real arquilliana; K teme que su muerte pueda desencadenar una guerra.
El informante de los Hombres de Negro, Frank el perro, un alienígena disfrazado de pug, explica que la galaxia desaparecida es una fuente de energía masiva alojada en una pequeña joya. J deduce que la galaxia cuelga del collar del gato de Rosenberg, Orión, que se niega a dejar el cuerpo en la morgue. J y K llegan justo cuando el insecto toma la galaxia y secuestra a la forense, Laurel Weaver. Mientras tanto, una nave de guerra arquilliana tira un disparo de advertencia en el Ártico y le da un ultimátum a los Hombres de Negro: devolver la galaxia dentro de una "semana estándar galáctica", lo que equivale a una hora terrestre, o destruirán la Tierra.
El insecto llega a las torres de observación de la Feria Mundial de Nueva York de 1964-1965, en el Pabellón del Estado de Nueva York en Flushing Meadows-Corona Park, las cuales son en realidad un par de auténticos platillos voladores que fueron confiscados. Una vez allí, Laurel escapa de las garras del insecto cuando él la deja caer. El insecto activa uno de los platillos e intenta salir de la Tierra, pero K y J lo derriban y la nave se estrella en la Unisphere. El insecto se quita la piel de Edgar y se traga las armas de J y K. K lo provoca hasta que él también es tragado. El insecto intenta escapar en la otra nave, pero J lo distrae burlándose de él y aplastando cucarachas, enfureciéndolo. K destruye al insecto desde el interior, después de haber encontrado su arma dentro de su estómago. J y K recuperan la galaxia y se relajan, pensando en todo lo sucedido, solo para que la mitad superior del insecto aún viva se abalance sobre ellos desde atrás, pero Laurel lo mata con el arma de J.
En la sede de los Hombres de Negro, K le dice a J que no lo ha estado entrenando como compañero, sino como un reemplazo. K se despide de J antes de que J lo neuralice a petición suya; K regresa a su vida civil, y Laurel se convierte en la nueva compañera de J, L. La cámara se aleja y se aleja para revelar que toda la galaxia es una canica como la que está alrededor del cuello del gato, Orión, la cual es usada por un gigantesco ser extradimensional para jugar canicas.

## Reparto
| Personaje                | Actor original (EE. UU.) | Actor de voz (Hispanoamérica) | Actor de voz (Castellano) |
| ------------------------ | ------------------------ | ----------------------------- | ------------------------- |
| Kevin Brown / Agente K   | Tommy Lee Jones          | Blas García                   | Camilo García             |
| James Edwards / Agente J | Will Smith               | Juan Alfonso Carralero        | Daniel García             |
| Laurel Weaver / Agente L | Linda Fiorentino         | Maru Guzmán                   | Marta Angelat             |
| Jefe Z                   | Rip Torn                 | Jorge Fink                    | Joaquín Díaz              |
| Edgar                    | Vincent D'Onofrio        | Emilio Guerrero               | Luis Marco                |
| Frank El Perro           | Paz Samaniego            | Paz Samaniego                 | Gonzalo Abril             |
| Jack Jeebs               | Tony Shalhoub            | Arturo Mercado                | Juan Fernández            |
| Beatrice                 | Siobhan Fallon Hogan     | Anabel Méndez                 | Concha García Valero      |
| Agente D                 | Richard Hamilton         | Carlos Águila                 | Manuel Lázaro             |
| Newton                   | David Cross              | Ricardo Mendoza               | Alberto Mieza             |

## Producción
El director Barry Sonnenfeld empezó hacer la película, cuando descubrió que, tras el aspecto tenebroso y violento del cómic original, había el germen de una comedia en ella.
Originalmente él quería a Chris O'Donnell y a Clint Eastwood como protagonistas principales, pero los papeles finalmente los obtuvieron Will Smith y Tommy Lee Jones. Cabe también destacar que Linda Fiorentino obtuvo su participación en el filme en una partida de póquer con Sonnenfeld.

## Recepción
La obra cinematográfica consiguió tal éxito de taquilla que dio pie a una multimillonaria secuela, de nuevo protagonizada por Will Smith y Tommy Lee Jones.

## Hombres de negro: el álbum
Dan el nombre de la banda sonora de la película Men in Black. Fue lanzada el 1 de julio de 1997, Fue producida bajo la discográfica Columbia Records y contó con la producción de algunos de los principales productores de música, como Danny Elfman (Principal), Poke & Tone, Jermaine Dupri y The Ummah.
El álbum fue un gran éxito, pasó dos semanas consecutivas en el número 1 en el Billboard 200, y alcanzó su punto máximo en el número 2 en los mejores álbumes de R & B / Hip-Hop y en el número 3 en la lista de álbumes canadienses. La RIAA certificó el álbum 3 × Platinum para envíos de más de 3,000,000 copias en los Estados Unidos.
Se lanzaron cuatro sencillos del álbum, "Men in Black" y "Just Cruisin'" de Will Smith, "Escobar '97" de Nas y Jermaine Dupri y "We Just Wanna Party with You" de Jermaine Dupri y Snoop Dogg. Excepto por la canción del título y las dos señales de Danny Elfman ninguna de las pistas del álbum está en la película.
Esta banda sonora también marcó el debut de las desconocidas Alicia Keys y Destiny's Child.

## Fechas de Estreno Mundial
| País                                                                          | Fecha de estreno                 |
| ----------------------------------------------------------------------------- | -------------------------------- |
| Alemania                                                                      | Jueves 11 de septiembre de 1997  |
| Argentina                                                                     | Jueves 17 de julio de 1997       |
| Australia                                                                     | Jueves 11 de septiembre de 1997  |
| Austria                                                                       | Viernes 12 de septiembre de 1997 |
| Bélgica                                                                       | Miércoles 6 de agosto de 1997    |
| Belice · Costa Rica · El Salvador · Guatemala · Honduras · Nicaragua · Panamá | Viernes 4 de julio de 1997       |
| Bolivia                                                                       | Jueves 24 de julio de 1997       |
| Brasil                                                                        | Viernes 11 de julio de 1997      |
| Bulgaria                                                                      | Viernes 10 de octubre de 1997    |
| Chile                                                                         | Jueves 4 de septiembre de 1997   |
| Colombia                                                                      | Viernes 11 de julio de 1997      |
| Corea del Sur                                                                 | Sábado 12 de julio de 1997       |
| Croacia                                                                       | Jueves 9 de octubre de 1997      |
| Dinamarca                                                                     | Viernes 4 de julio de 1997       |
| Ecuador                                                                       | Viernes 1 de agosto de 1997      |
| Egipto                                                                        | Lunes 17 de noviembre de 1997    |
| Eslovenia                                                                     | Jueves 11 de septiembre de 1997  |
| España                                                                        | Viernes 11 de julio de 1997      |
| Estados Unidos · Canadá                                                       | Miércoles 2 de julio de 1997     |
| Estonia                                                                       | Viernes 1 de agosto de 1997      |
| Filipinas                                                                     | Miércoles 27 de agosto de 1997   |
| Finlandia                                                                     | Viernes 1 de agosto de 1997      |
| Francia                                                                       | Miércoles 6 de agosto de 1997    |

| País                         | Fecha de estreno                 |
| ---------------------------- | -------------------------------- |
| Grecia                       | Viernes 26 de septiembre de 1997 |
| Hong Kong                    | Jueves 31 de julio de 1997       |
| Hungría                      | Jueves 4 de septiembre de 1997   |
| India                        | Viernes 24 de octubre de 1997    |
| Indonesia                    | Martes 16 de septiembre de 1997  |
| Islandia                     | Viernes 4 de julio de 1997       |
| Israel                       | Viernes 8 de agosto de 1997      |
| Italia                       | Viernes 3 de octubre de 1997     |
| Jamaica                      | Miércoles 30 de julio de 1997    |
| Japón                        | Sábado 6 de diciembre de 1997    |
| Letonia                      | Viernes 17 de octubre de 1997    |
| Líbano                       | Viernes 15 de agosto de 1997     |
| Lituania                     | Viernes 5 de septiembre de 1997  |
| Malasia                      | Jueves 24 de julio de 1997       |
| México                       | Viernes 1 de agosto de 1997      |
| Noruega                      | Viernes 11 de julio de 1997      |
| Nueva Zelanda                | Jueves 18 de septiembre de 1997  |
| Países Bajos                 | Jueves 24 de julio de 1997       |
| Perú                         | Viernes 29 de agosto de 1997     |
| Polonia                      | Viernes 3 de octubre de 1997     |
| Portugal                     | Viernes 25 de julio de 1997      |
| Reino Unido Irlanda          | Viernes 1 de agosto de 1997      |
| República Checa · Eslovaquia | Jueves 9 de octubre de 1997      |
| República Dominicana         | Miércoles 27 de agosto de 1997   |
| Rumania                      | Viernes 7 de noviembre de 1997   |
| Rusia                        | Viernes 12 de septiembre de 1997 |
| Singapur                     | Jueves 31 de julio de 1997       |
| Sudáfrica                    | Viernes 29 de agosto de 1997     |
| Suecia                       | Viernes 11 de julio de 1997      |
| Suiza                        | Viernes 5 de septiembre de 1997  |
| Taiwán                       | Sábado 19 de julio de 1997       |
| Tailandia                    | Viernes 12 de septiembre de 1997 |
| Turquía                      | Viernes 3 de octubre de 1997     |
| Uruguay                      | Viernes 1 de agosto de 1997      |
| Venezuela                    | Miércoles 23 de julio de 1997    |

## Secuelas

### Hombres de negro II (2002)
Los agentes J y K vuelven a unirse para crear la mejor defensa contra una siniestra seductora que supone el mayor reto de la misión de los Hombres de Negro: proteger la Tierra de la nueva escoria del universo. Han pasado cinco años desde que los agentes buscadores de extraterrestres evitaran un desastre intergaláctico. Desde entonces, K ha regresado a la comodidad de la vida civil en el servicio postal mientras J continúa su trabajo controlando alienígenas. En una carrera contrarreloj, J deberá convencer a K para que se aliste de nuevo en los Hombres de Negro antes de que la Tierra sea destruida por Serleena y proteger la luz de Zarta.

### Hombres de negro III (2012)
Boris el animal sale de la cárcel de Lunar Max para matar al Agente K, y el Agente J descubre que el Agente K no está por ninguna parte y sus colegas en la Agencia lo reportan como muerto... hace cuarenta años. Al parecer esto es obra del malo de turno llamado Boris el Animal, ya que con la muerte del Agente K puede alcanzar la destrucción del planeta Tierra. En un intento por dejar las cosas en orden, el Agente J deberá viajar en el tiempo, más precisamente a 1969, para salvar tanto a la versión joven de K como a la Tierra.
Will Smith como J, Tommy Lee Jones como K, Emma Thompson como la Agente O y el cómico neozelandés Jemaine Clement como Boris representan los elementos principales que le dan forma a MIB 3, con el regreso de Barry Sonnenfeld a la dirección (fue el director de las dos MIB anteriores) y de Steven Spielberg en la producción.

### Hombres de negro: Internacional (2019)
Existe además una película spin-off, "MIB: Internacional" rodada en 2019 y protagonizada por Tessa Thompson, Chris Hemsworth y Liam Neeson.

## Diferencias entre el cómic y la película
Desconocido para la mayoría del público, el cómic original tiene grandes diferencias con la franquicia de películas y la serie animada (basada en la primera película) como por ejemplo:
- El agente J es blanco.
- Los Hombres de Negro gobiernan el mundo, y no son solo una agencia secreta.
- Se encargan de reprimir toda actividad paranormal en general, no solo extraterrestres, incluyendo mutantes y demonios.
- El neuralizador en la película es un dispositivo en forma de linterna que induce al testigo a un estado hipnótico, pues los Hombres de Negro utilizan medios mucho más oscuros en contraste con la película (como la intimidación e incluso el homicidio de testigos).